# Winfried Zylka
Winfried Zylka (* 22. September 1946 in Bad Bramstedt; † 20. Mai 2019 in Bornhöved) war ein deutscher Kommunalpolitiker (CDU) und Kreispräsident des Kreises Segeberg.

## Leben
Winfried Zylka studierte von 1968 bis 1973 Mathematik und Informatik an der Christian-Albrechts-Universität zu Kiel und trat danach als Diplom-Mathematiker in den Landesdienst Schleswig-Holstein ein. Er war dort bis Ende 2009 im Bereich Wissenschaft und Bildung tätig, zuletzt als Referatsleiter für Schulentwicklungsplanung und Schulbauförderung. Im Januar 2010 gründete Zylka ein Kommunalberatungsunternehmen für Fragen der demografischen Entwicklung. Diese Tätigkeit beendete er 2018. 
Dem Segeberger Kreistag gehörte er seit 1976 mit Unterbrechungen bis 2018 an. 1988 wurde er zum Vorsitzenden der CDU-Kreistagsfraktion und 1990 zum Kreispräsidenten gewählt. Dieses Amt hatte er bis zum 11. Juni 2018 inne. Mit seiner 28-jährigen Dienstzeit war er dienstältester Kreispräsident in Schleswig-Holstein. Von 1998 bis 2003 war er stellvertretender Vorsitzender des Schleswig-Holsteinischen Landkreistages und gehörte von 1998 bis 2018 dem Vorstand des Verbandes an. 
Beruflich war der Ministerialrat a. D. von Anfang 2010 bis 2018 als Kommunalberater tätig. Er wurde 2007 vom Bundespräsidenten für herausragendes ehrenamtliches Engagement mit dem Bundesverdienstkreuz am Bande ausgezeichnet. Weitere Ehrungen sind: 1997 Freiherr-vom-Stein-Medaille, 2017 Deutsche Feuerwehr-Ehrenmedaille, 2018 Ehrennadel des Schleswig-Holsteinischen Landkreistages.
Am 6. November 2014 erreichte Zylka, dass die Veterinärmedizinerin Margrit Herbst, die 1994 öffentlich gemacht hatte, dass 21 Rinder mit Verdacht auf BSE zur Schlachtung freigegeben worden waren und daraufhin wegen Verletzung ihrer Verschwiegenheitspflicht entlassen worden war, zwar Anerkennung für ihr Bemühen, aber endgültig keine Entschädigung erhielt.
Winfried Zylka wohnte in Bornhöved; er war verheiratet und hat zwei erwachsene Kinder.

## Partei
Winfried Zylka war seit 1967 Mitglied der CDU. Seit 1970 gehörte er bis 2018 dem Vorstand des CDU-Kreisverbandes Segeberg an. Er war u. a. stellvertretender Kreisvorsitzender und Vorsitzender des CDU-Ortsverbandes Bornhöved. In der Mitgliederversammlung des Schleswig-Holsteinischen Landkreistages war er von 1998 bis 2018 Vorsitzender der CDU-Fraktion.